# Wethersfield (Essex)
Pour les articles homonymes, voir Wethersfield.
Wethersfield est un village d'Angleterre du comté d'Essex, situé non loin de Braintree.
Près de ce village se trouve un terrain d'aviation du ministère de la Défense britannique, destiné à l'entraînement de la Royal Air Force.

## Culture
Patrick Brontë fut nommé vicaire (curate) de Wethersfield, où il fut ordonné diacre (deacon) de l'Église d'Angleterre, pour parvenir à la prêtrise en 1807.